# Centrale Melkcontrole Dienst
De Centrale Melkcontrole Dienst (CMD) was een landelijke organisatie die tussen 1943 en 1984 zich bezig hield met melkonderzoek. De CMD werd opgericht met het doel om de melkcontrole en de betrouwbaarheid er van te bevorderen. Zo werd onder andere het melkgeldfonds in het leven geroepen om zo de kosten van de controle te vergoeden.
De uitvoerende rol van het melkonderzoek lag bij de Provinciale Melkcontrole Diensten.
In 1984 fuseerde de CMD met het NRS.

## Geschiedenis
De eerste melkcontrole vond plaats in 1893 op verzoek van het Friesch Rundveestamboek (FRS). Zij wilden weten wat de productie en het vetgehalte van het Friese vee was, enerzijds in verband met de uitbetaling van boeren, anderzijds om melkvervalsing tegen te gaan.
De vraag naar (goedkope) consumptiemelk was enorm toegenomen, dus het aanlengen van melk om aan die vraag te voldoen werd een geaccepteerd verschijnsel. Men was gewend dat melk verschillende in kwaliteit. Voor volle melk, waar niet mee geknoeid was, betaalde men het meest. Dan was er melk dat aangelengd werd met taptemelk (koemelk waarvan het merendeel van het melkvet verwijderd is tot maximaal 0,3% van het vet). Onderaan de kwaliteitsschaal stonden melksoorten die met een bepaalde hoeveelheid water waren verdund. Voor deze laatste soort was de meeste vraag. Om zoveel mogelijke winst te maken werd het liefst gratis water gebruikt (zuiver water moest natuurlijk gewoon ingekocht worden). De voorkeur ging hierbij uit naar sloot- en grachtwater, waardoor de hygiëne sterk ten wensen over liet. Maar ook op de boerderij liet de hygiëne ten wensen over. Het was dan ook niet verwonderlijk dat men daar meer controle op wilde uitoefenen.
Omdat uit de resultaten van het FRS-onderzoek bleek dat de productiviteit van een koe niet van uiterlijke kenmerken af te lieven viel betekende zijn werk veel voor de fokkerij. Met de melkcontrole konden veehouders immers de minder productieve dieren uit de veestapel verwijderen en zo de gemiddelde productie opvoeren.
In 1899 werd vervolgens het eerste melkcontrolevereniging in Friesland opgericht. Landelijke melkcontrole kwam in eerste instantie maar langzaam op gang, immers waren er wel kosten aan verbonden en leverde het geen directe resultaten op. 
“Er waren in den beginne nogal eens veehouders die het onderzoek niet vertrouwden en de meeste kortzichtigden redeneerden aldus: wat geeft mij zo’n controle? De koeien geven er toch niets méér om...”

Ir. Henri Legines Bakhoven, inspecteur Veeteeltwezen in 1943 benoemd als eerste voorzitter Centrale Melkcontrole Dienst.
Voor de Tweede Wereldoorlog (1939) werd de melk van slechts 15% van de dieren regelmatig gecontroleerd. In 1946 was dat aantal iets meer dan verdubbeld (ongeveer 37%).
In de tussentijd was er echter veel veranderd door de crisis in de jaren dertig, waarbij de koopkracht enorm afnam. De internationale handel, inclusief de zuiveluitvoer, werd door de crisis enorm hard geraakt. De prijs van zuivel kwam in een vrije val, waardoor de financiële positie van de boeren in het gedrang kwamen. Daarom trad op 21 juli 1932 de Crisis-Zuivelwet in werking waarbij melkveehouders steun kregen in vorm van prijsgaranties. De hoeveelheid melkvet in de productie was daarbij bepalend. Hierbij werd uitgegaan van een kiloprijs van ongeveer 5 cent die de melkveehouder in ieder geval moest ontvangen.
Dit maakte de melkcontroles interessanter omdat melkveehouders dan konden selecteren op de koeien met de hoogste vetproductie per liter melk. Dit werd nog extra versterkt doordat de Crisis-Zuivelwet het aantal te houden kalveren maximeerde. Daarnaast nam de overheid volwassenen koeien over. Het idee van beide maatregelen was de productie te beperken. Het gevolg was dat de boeren het liefst hun minst producerende koeien of degene met een ziekte als tuberculose onder de leden verkochten Echter volgde al snel de Tweede Wereldoorlog wat de omstandigheden om de melkcontroles uit te breiden bemoeilijkte.
Omdat de wijze waarop de melkcontroles uitgevoerd werden nogal verschilde kwam de overheid in 1929 al met een regelment hierover. Met de oprichting van de CMD trachte men een nog grotere uniformiteit en betrouwbaarheid te bereiken.

## Werkwijze
De melkcontrole werd uitgevoerd door gediplomeerde melkcontroleurs met hun assistenten, de 'monsternemers'. De kwamen om de twee tot vier weken naar de boerderij om 's morgens en 's avonds een melkmonster te nemen bij elke koe. Met behulp van een unster werd de melkgift per koe bepaald. Dit mochten alleen unsters zijn die goedgekeurd waren door de PMD.
De monsternemer werd geacht van het begin van het melken aanwezig te zijn en gedurende het hele proces zich te blijven houden op de koeien. Als de emmer bij hem gebracht werd moest hij de melk meerdere keren overgieten. Daarna moest hij 40ml in een flesje stoppen.
De flesjes werden naar het laboratorium gebracht, waar een dagmonster van de avond- en ochtendmelk werd samengesteld. Er werd gecontroleerd op vetgehalten. Later zouden daar ook eiwitgehalten bijkomen.
Alle resultaten werden genotered in het melkcontrole boekje, waar ruimte was voor 20 of 40 koeien.